# Жозефіна Бейкер
Жозефі́на Бе́йкер (англ. Josephine Baker, до шлюбу Фрі́да Джозефі́н МакДо́нальд, англ. Freda Josephine McDonald; 3 червня 1906, Сент-Луїс, Міссурі, США — 12 квітня 1975, Париж, Франція) — американо-французька співачка, акторка, танцюристка, джазвумен, активістка громадянських прав, розвідниця та письменниця.

## Життєпис
Позашлюбна донька музиканта-ударника єврейського походження Едді Карсона (за деякими даними) та чорної пралі Керрі Макдональд. 1907 року народився брат Жозефіни Річард, а батько покинув сім'ю. 1911 року мати Жозефіни вдруге вступила в шлюб, в якому народила ще двох сестер Жозефіни. Вітчим Жозефіни та Річарда Артур Мартін усиновив дітей. 
2 липня 1917 року сім'я Жозефіни пережила різанину, в результаті якої за різними даними в Сент-Луїсі загинуло більше сотні людей. Ці події дуже вплинули на Жозефіну, і згодом вона стала затятою борчинею з расизмом. 
13-річною дівчинкою Жозефіну видали в шлюб з набагато старшим за неї Віллі Велсом (союз протримався кілька тижнів). Того ж року Жозефіна вперше виступає статисткою в театрі «Букер Вашингтон» (англ. Booker Washington Theatre) в Сент-Луїсі. 
1921 року Жозефіна одружилася з провідником залізниці Віллі Бейкером. Розлучившись 1925-го, залишила собі прізвище Бейкер.
1941 року Бейкер перенесла мертвонародження, після чого була змушена перенести гістеректомію. Протестуючи проти расизму, Бейкер усиновила 12 дітей: Маріанну, народжену у Франції, Стелліну, народжену в Марокко, та 10 хлопчиків: Акіо, корейського походження, Жанно, японського походження, Луїса, колумбійського походження, Ярі, нар. у Фінляндії, французького походження Жана-Клода і Ноеля, Мойса, ізраїльського походження, Брагіма, івуарійського походження та Мара венесуельського походження. Певний час Бейкер жила з дітьми та великою кількістю персоналу в замку Шато-де-Міланд у провінції Дордонь.
Є свідчення бісексуальности Бейкер. Її син Жан-Клод і співавтор Кріс Чейс у книзі «Жозефіна: голодне серце» (англ. Josephine: The Hungry Heart) стверджують, що Жозефіна брала часть у численних лесбійських сценах, як до, так і після весілля. Вони навіть перерахували імена її партнерок: Клара Сміт, Евелін Шеппард, Бейсі Еллісон, Ада Сміт і Мілдред Смалвуд були чорношкірими, знайомились під час гастролей. Є докази роману Жозефіни Бейкер з Фрідою Кало.
8 квітня 1975 року відбулась прем'єра шоу «Жозефіна», яким знаменита танцюристка відсвяткувала 50-річчя сценічної діяльності. Незабаром у Жозефіни Бейкер стався крововилив у мозок, від наслідків якого вона померла 12 квітня того ж року. Жозефіна Бейкер стала першою американкою, похованою у Франції з військовими почестями, в Монте-Карло.

## Кар'єра
Творчу кар'єру Жозефіна Бейкер почала у 16 років у «Стандарт Театрі» (англ. Standard Theatre) у Філадельфії. Пізніше вона переїхала у Нью-Йорк і отримала роботу у водевілі, з яким півроку гастролювала країною. З 1923 по 1924 року Бейкер — хористка в музичній комедії «Shuffle Along» в Нью-Йорку та виступала в чорному ревю «The Chocolate Dandies». Після виступів у нью-йоркському клубі «Plantation Club» Бейкер отримала роботу в «La Revue Nègre», прем'єра якого відбулася в Парижі 2 жовтня 1925 року в «Театрі на Єлисейських полях».
Своєю хореографією Жозефіна Бейкер стрімко завоювала визнання паризької публіки, яка в її виконанні вперше побачила чарльстон. У 1926—1927 роках Бейкер стала зіркою Фолі-Бержер. Вона виступала в двох ревю у своїй знаменитій банановій спідниці. Після виступу в Берліні німецькі нудисти, для яких Бейкер стала символом свободи, запропонували їй відвідати їх співтовариство, на що отримали ввічливу відмову.

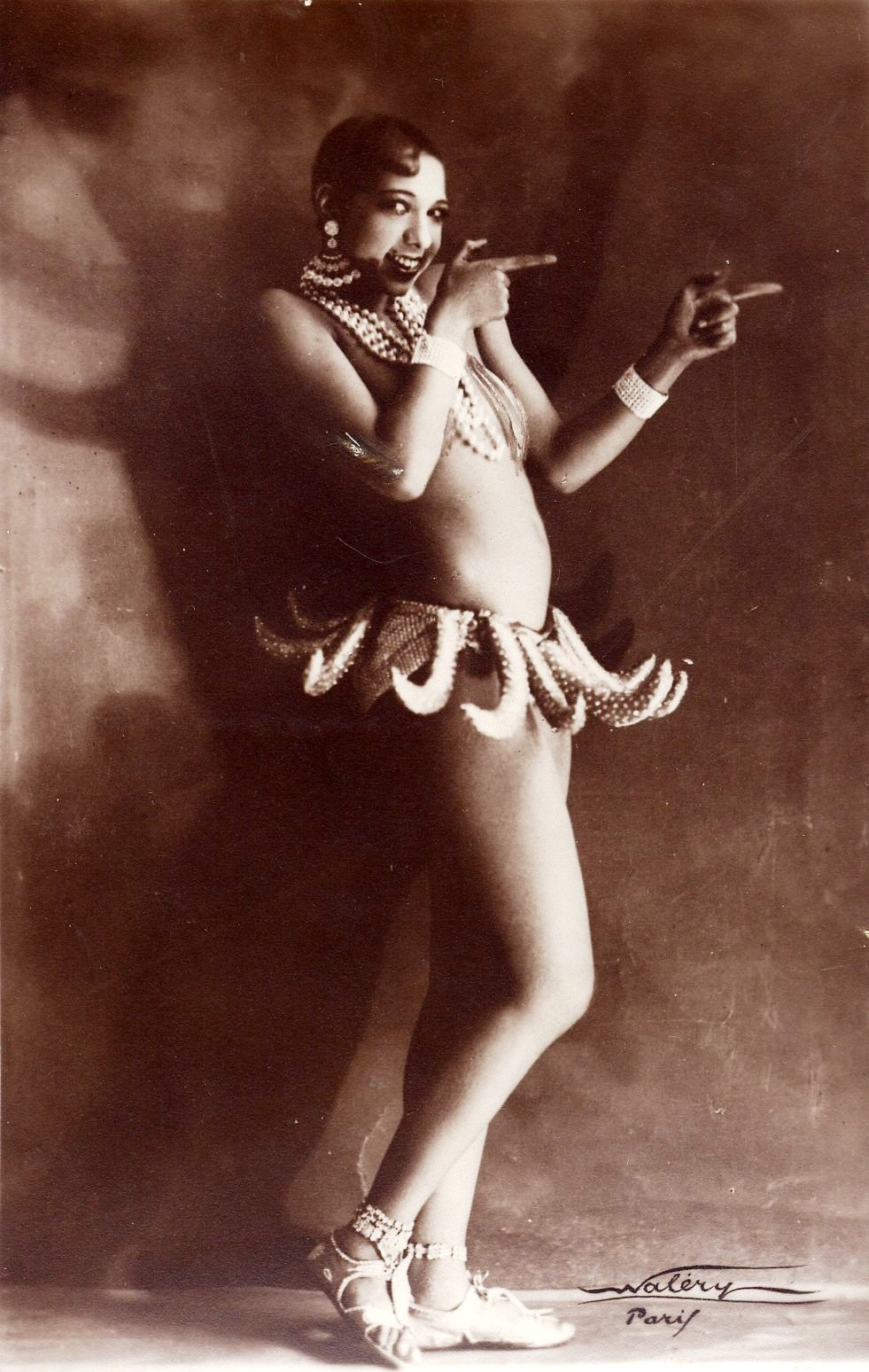
Жозефіна Бейкер у банановій спідниці (1927 рік)

Через неймовірні костюми і танці Бейкер було заборонено виступати у Відні, Празі, Будапешті та Мюнхені, що робило артистку ще привабливішою для публіки. На борту корабля «Джуліо Чезаре» (Giulio Cesare) Бейкер співала в каюті Ле Корбюзьє, який малював її оголеною, а після цього створював свої нові будівлі в дусі її танців. Після зустрічі з Бейкер Корбюзьє побудував віллу «Савой» (фр. Villa Savoye).
1934 року Бейкер виконала провідну роль в опері Жака Оффенбаха 1875 року в театрі «Маріні» (фр. Marigny) на Єлисейських Полях у Парижі, прем'єра якої відбулась у грудні того ж року.
1937 року Бейкер, повернувшись у Францію після гастролей у США, одружилася з Жаном Ліоном, євреєм за походженням, і отримала французьке громадянство.
Бейкер полюбила нову батьківщину, і з початком Другої світової війни погодилась шпигувати на користь Франції в антигітлерівській коаліції. Популярність допомогла їй у розвідці: Бейкер відвідувала кафе, посольства, де завжди могла почути потрібну інформацію.
Після війни Бейкер за свою підпільну діяльність з рук генерала Шарля де Голля отримала медаль «медаль Опору», а також стала кавалером Ордена Почесного легіону.
У січні 1966 року Фідель Кастро запросив Бейкер на Кубу для виступу в музичному театрі в Гавані. У квітні того ж року на її виступ прийшла рекордна кількість глядачів. 1973 року Бейкер відкрила Карнегі-хол. 1974 року вона з'явилась на вечорі Royal Variety Performance у театрі «Лондон Палладіум».

## Правозахисна діяльність
У Франції Бейкер підтримувала рух за цивільні права у США в 1950-х. Вона усиновила 12 сиріт різного походження, протестуючи проти расизму.
1951 року Бейкер звинуватила Шермана Біллінгслі в Мангеттені за відмову в обслуговуванні. Пізніше журналіст газети «Нью-Йорк Таймс» зв'язався з сином Бейкер Жаном-Клодом, який читав справу матері, ведену ФБР, і вважав чутки про інцидент з матір'ю перебільшеними.
Бейкер працювала в Національній асоціації сприяння прогресу кольорового населення (англ. National Association for the Advancement of Colored People). 1963 року вона виступила на марші у Вашингтоні на боці Мартіна Лютера Кінга. Одягнена у форму Вільної Франції, з медаллю ордена Почесного легіону, вона була єдиною жінкою на мітингу. Після вбивства Кінга його вдова Коретта Скотт Кінг запропонувала Бейкер зайняти його місце. Після багатоденних роздумів Бейкер відмовилась з аргументом, що її діти «надто малі, щоб втрачати матір».

## Пам'ять
Місце Жозефіни у Монпарнасі названо її іменем. Її було включено до списку St. Louis Walk of Fame, це список відомих людей з Сент-Луїсу, які зробили внесок у культуру США, а також до Зали відомих людей з Міссурі (Hall of Famous Missourians).

## Фільмографія
- La Sirène des tropiques (1927)
- Zouzou (1934)
- Princesse Tam Tam (1935)
- Fausse alerte (1940)
- Moulin Rouge (1941)
- An jedem Finger zehn (1954)
- Carosello del varietà (1955)
- Grüsse aus Zürich (1963)